# 中国珠算博物馆
中国珠算博物馆位于江苏省南通市崇川区濠河北岸、濠北路58号，东邻中国审计博物馆，该馆由中国珠算协会与南通市政府共同筹建，为目前世界上最大的珠算专题博物馆，占地30亩，建筑面积6000平方米，馆藏相关文物和史料一万余件，建筑分珠算史、算盘精品和紫檀算盘三个展厅，其中紫檀算盘厅内藏有世界上最大的巨型紫檀算盘。展厅毗连的南通少儿珠心算学校，有多媒体教学系统，有可容纳二百人的竞赛厅，这里又是中国珠算协会少儿珠心算培训基地。

## 相关
- 算盘